# Roczniki Teologiczne
Roczniki Teologiczne – czasopismo naukowe poświęcone szeroko pojętej tematyce teologicznej wydawane przez Towarzystwo Naukowe Katolickiego Uniwersytetu Lubelskiego Jana Pawła II i Wydział Teologii Katolickiego Uniwersytetu Lubelskiego. Początki pisma sięgają roku 1949.

## Charakterystyka
W latach 1949–1990 wydawano Roczniki Teologiczno-Kanoniczne, które po powstaniu Roczników Nauk Prawnych w 1991 roku zmieniły swą nazwę na Roczniki Teologiczne. W roku 2008 Roczniki Teologiczne obejmowały 10 zeszytów tematycznych. Od roku 2014 wydawanych jest 13 zeszytów każdego roku, każdy zeszyt poświęcony jest innej tematyce:
1. Praca Socjalna;
2. Teologia Dogmatyczna;
3. Teologia Moralna;
4. Historia Kościoła;
5. Teologia Duchowości;
6. Teologia Pastoralna;
7. Teologia Ekumeniczna;
8. Liturgika;
9. Teologia Fundamentalna i Religiologia;
10. Nauki o Rodzinie;
11. Katechetyka;
12. Homiletyka
13. Muzykologia[1].

Czasopismo jest indeksowane przez CEEOL (Central and Eastern European Online Library) i CEJSH (The Central European Journal of Social Sciences and Humanities).

## Zespół redakcyjny
Redaktor naczelny: ks. Przemysław Kantyka
Zastępcy redaktora naczelnego: ks. Cristian Sonea, Piotr Kopiec
Sekretarz: ks. Michał Klementowicz